# Jan Ignác Dominik Putz z Adlersthurnu
Jan Ignác Dominik Putz z Adlersthurnu (německy Johann Ignaz Dominik Putz von Adlersthurn, ? - 1718, Praha) byl český šlechtic z rodu Putzů z Adlersthurnu.

## Život
Jan Ignác Dominik se narodil jako syn Jana Putze z Adlersthurnu (1660). Měl staršího bratra Jana Františka Edmunda († 1674 ve Vídni), který zastával úřad královského rady, báňského administrátora.

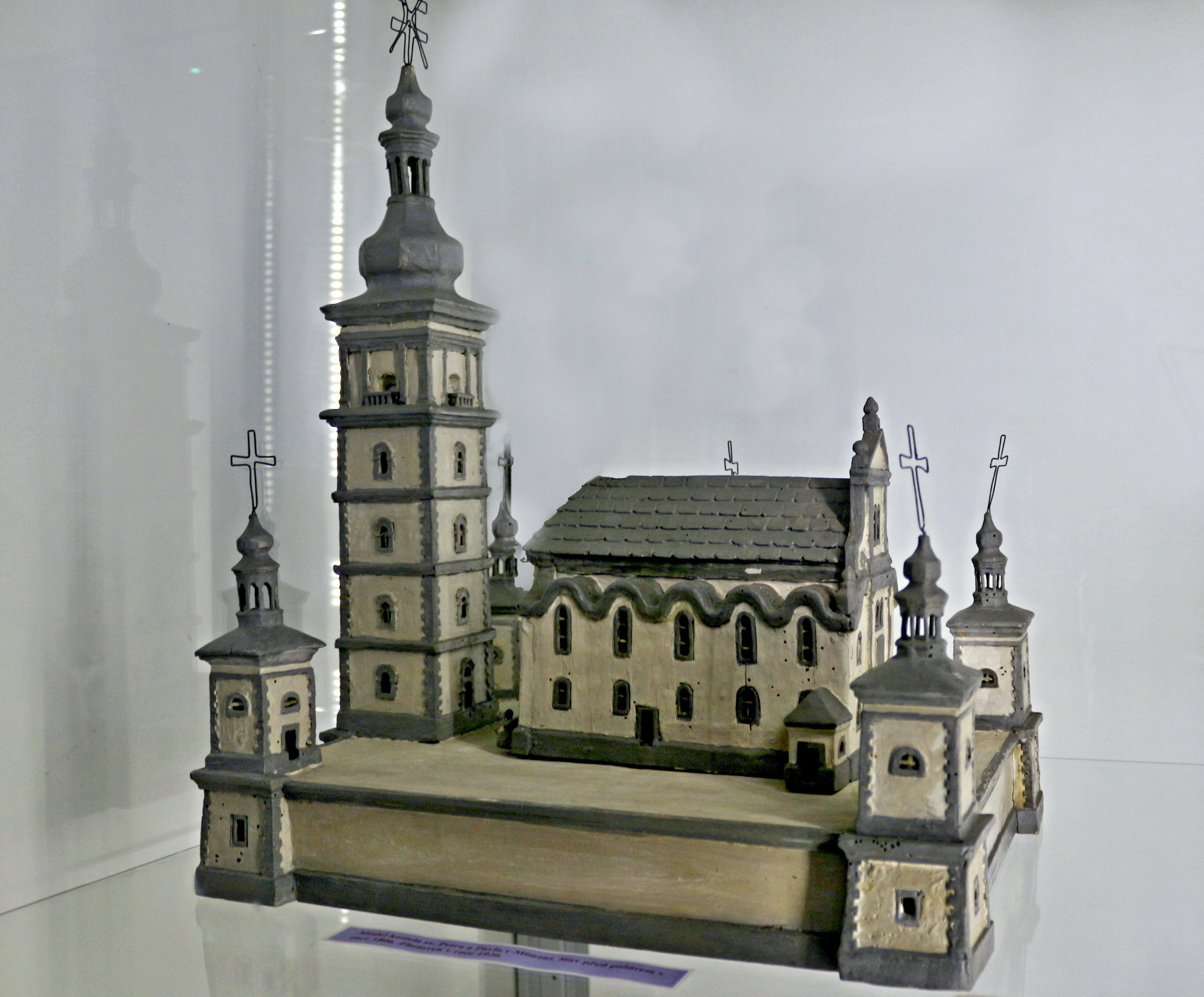
Model mimoňského kostela sv. Petra a Pavla. Podoba z doby před požárem: na modelu jsou všechny rohové kaple, kostelní věž je ještě oddělená od chrámové lodi. Model je uložen v Putzovském městském špitálu (Městské muzeum Mimoň)

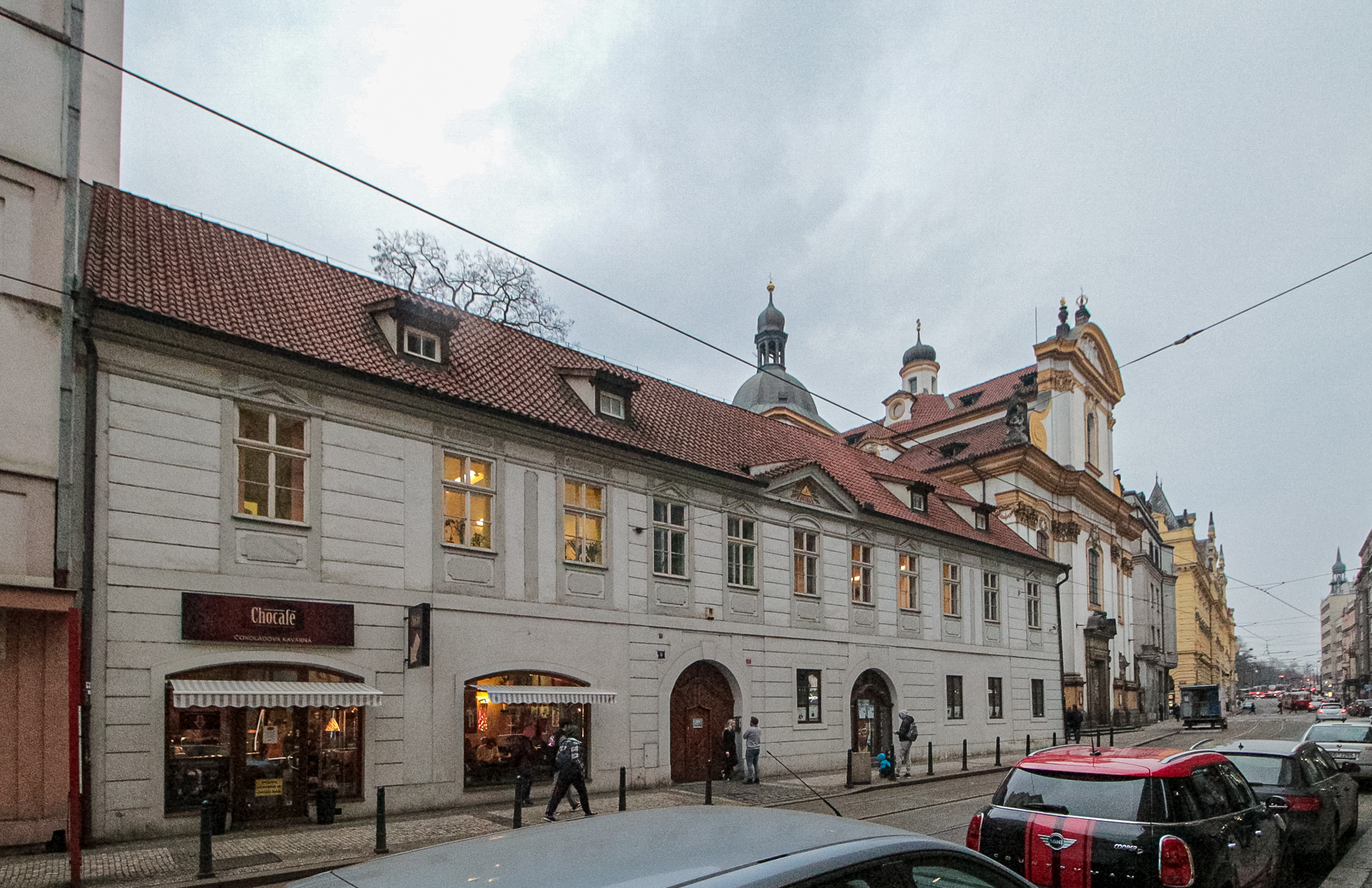
Klášter trinitářů a kostel Nejsvětější Trojice v Praze.

Jan Ignác Dominik po otci zdědil statek Podsedice u Litoměřic a po smrti svého staršího bratra se dle jeho závěti Jan Ignác Dominik stal univerzálním dědicem. Vstoupil do státních služeb. Stal se c. k. radou, přísedícím dvorního léna a komorního dvora v Čechách a od roku 1705 byl mincovním dohlížitelem.
V roce 1675 vykonal cestu do Říma a v roce 1681 potvrdil městská práva Mimoně a souhlasil některými úpravami ve složení městského zastupitelstva.

### Manželství
Po svém návratu z Itálie se v roce 1676 se oženil s Terezii Klárou Freislebenovou z Bischhofenu († 1707).
Jelikož z manželství Jana Ignáce s Terezií Klárou bylo bezdětné, ustanovil Putz ve své závěti z roku 1708 jako dědice svého majetku tři dcery svého již zesnulého strýce Jana Marka Putze.
Terezie Klára Freislebenová z Bischhofenu zemřela pravděpodobně v roce 1707 v Praze. Byla pohřbena v chrámu sv. Víta při oltáři svaté Barbory, v hrobce, kterou nechal zřídit Jan Ignác, která však byla při pozdějších přestavbách chrámu odstraněna.

### Stavební a činnost
Následně se angažoval ve stavební činnosti a pokračoval v odkazu svého otce a bratra a na svých panstvích stavěl či rozšiřoval již existující kostely, kláštery a další budovy. Stál např. u výstavby poutního kostel Nanebevzetí Panny Marie v dnes ji zaniklé obci Svébořice či u dokončení přestavbu kostela sv. Petra a Pavla v Mimoni, postavil obecní špitál vedle areálu Božího Hrobu. V roce 1679 vybudoval mimoňský špitál (dnešní Městské muzeum Mimoň).
Z iniciativy pražského arcibiskupa Jana Josefa Breunera byl roku 1707 zahájen projekt výstavby kláštera trinitářů s kostelem nejsvětější Trojice ve Spálené ulici na pražském Novém Městě, jichž měli být Jan Ignác Dominik se svou manželkou Terezií Klárou fundátory. Tuto skutečnost dokládá nápis nad vstupem do kostela.

### Závěr života a odkaz
Jan Ignác Dominik Putz z Adlersthurnu zemřel v roce 1718 a je pochován v katedrále svatého Víta vedle své manželky, kterou přežil o 11 let.
Mladší dceři strýce Jana Marka, Marii Anně Putzové z Adlersthurnu, veškeré majetky u Litoměřic a Lovosic a starší dceři svého zesnulého strýce Jana Markuse Petra Putze z Adlersthurnu, Marii Terezii Isabele Putzové z Adlersthurnu, odkázal mimoňské panství se všemi majetky. Marie Terezie Isabela Putzová z Adlersthurnu se v roce 1705 provdala za Ludvíka Josefa z Hartigu, čímž se po smrti Jana Ignáce Putze majiteli mimoňského panství stávali Hartigové, kteří byli zároveň posledními urozenými vlastníky tohoto panství. Jako dědictví rodu Hartigů připadly také dva domy na Malé Straně v Praze, které zřejmě Jan Ignác vlastnil: dům Švihovských, který se dnes uvádí pod čp. 183 a dům U dvou zlatých kaprů.